# Pigeonnier des Garrabets
Le pigeonnier des Garrabets est un pigeonnier-tour situé à Castelnau-de-Lévis, dans le Tarn, en région Occitanie.

## Description
Le pigeonnier des Garrabets a possiblement eu une fonction première bien différente de celle connue. Alors que les étages supérieurs aurait peut-être servi dès le début comme pigeonnier, ceux du bas aurait pu avoir une fonction résidentielle. Il se compose d'une tour carrée sur quatre étages, dont un rez-de-chaussée semi-enterré. Les étages et le rez-de-chaussée ont des entrées distinctes. L'ensemble est bâti en moellons de calcaire équarris, alors que les angles et les ouvertures sont plus soigneusement taillés. Le pigeonnier daterait de la fin du XVe siècle, selon ce que laisse penser les moulures présentes autour des ouvertures.
Le pigeonnier des Garrabets est inscrit au titre de monument historique par arrêté du 11 août 2010.